# Glenea posticata
Glenea posticata é uma espécie de escaravelho da família Cerambycidae. Foi descrita por Charles Joseph Gahan em 1895.  É conhecida a sua existência em Myanmar e Laos.